# Dryobotodes obsoleta
Dryobotodes obsoleta är en fjärilsart som beskrevs av Barend J. Lempke 1941. Dryobotodes obsoleta ingår i släktet Dryobotodes och familjen nattflyn. Inga underarter finns listade i Catalogue of Life.